# Де Роз, Шарль
Шарль де Трикорно́ де Роз (фр. Charles de Tricornot de Rose, 1876—1916) — французский военный деятель, считается создателем концепции соединений истребительной авиации, вплоть до своей гибели командующий первым таким соединением французской армии на Западном фронте Первой мировой войны.

## Довоенный этап жизни
Жан-Батист-Мари-Шарль де Трикорно де Роз родился в Париже 14 октября 1876 года в аристократической семье. Его отец барон Эммануэль де Трикорно (Jean-Baptist-Stanislas-Emmanuel de Tricornot), подполковник (lieutenant-colonel) кавалерии. Его мать Жакобе де Норуа (Jeanne-Marie Jacobé de Nauroy) происходила из семьи маркизов. В 1875 году за ними и их потомками было закреплено право на дополнительную дворянскую фамилию де Роз, то есть в полной форме барон (баронесса) де Трикорно маркиз (маркиза) де Роз. Позднее, когда пришла публичная слава, в публикациях, как французских, так и русских, наблюдался разнобой в передаче титула и фамилий. В русском языке закрепилась краткая форма барон де Роз
Продолжая военные традиции для мужчин в роду, Шарль де Роз поступил в Сен-Сир, а после выпуска начал в 1897 году службу в кавалерии, вторым лейтенантом в 5-м драгунском полку. Продолжал службу в 9-м драгунском полку в Люневиле. Неоднократный чемпион полка по конкуру, в полку же за ним закрепилось прозвище Карло́ де Роз (Carlo de Rose).
Весной 1906 лейтенант Шарль де Роз был обвинён в неподчинении приказу и попытке мятежа. Будучи истовым католиком, он с крайним неодобрением воспринял принятый в 1905 году «Закон о разделении церквей и государства». Посланный в рамках исполнения данного закона выполнить опись даров в одной из церквей, он отказался выполнять приказ сам и приказал игнорировать его военнослужащим своего эскадрона. Его дело рассматривалось военным трибуналом. В правительстве хотели по возможности избежать каких-либо волнений и озлобления в армии в связи с противоречиво воспринятым законом. Поэтому, несмотря на формальную тяжесть проступка, грозившего расстрелом, наказание было достаточно мягким: Шарль де Роз был приговорён к «запрету на военную службу в течение 3 лет».
В начале 1910-х начинается увлечение Шарля де Роза бурно развивающейся авиацией. Тогда же раскрывает свой талант пилота. В 1911 он становится знаменит перелётом на своём Blériot XI в непогоду с аэродрома в Венсене на поле для манёвров родного полка в Люневиле. Тогда же он среди первых указал на военный потенциал авиации, найдя в этом поддержку у генерала Рока.

## Иллюстрации

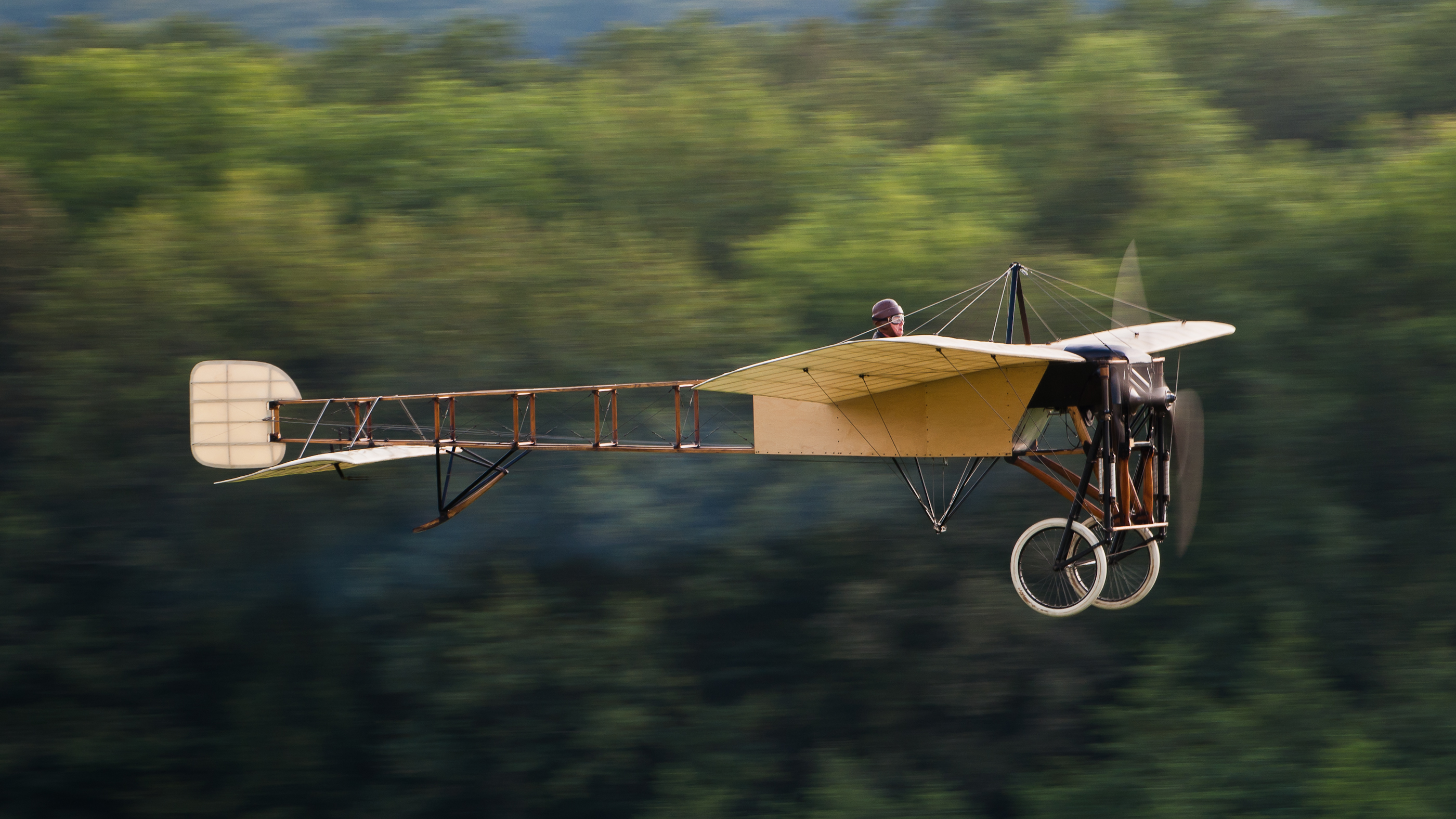
Восстановленный Blériot XI в полёте, 2013 год
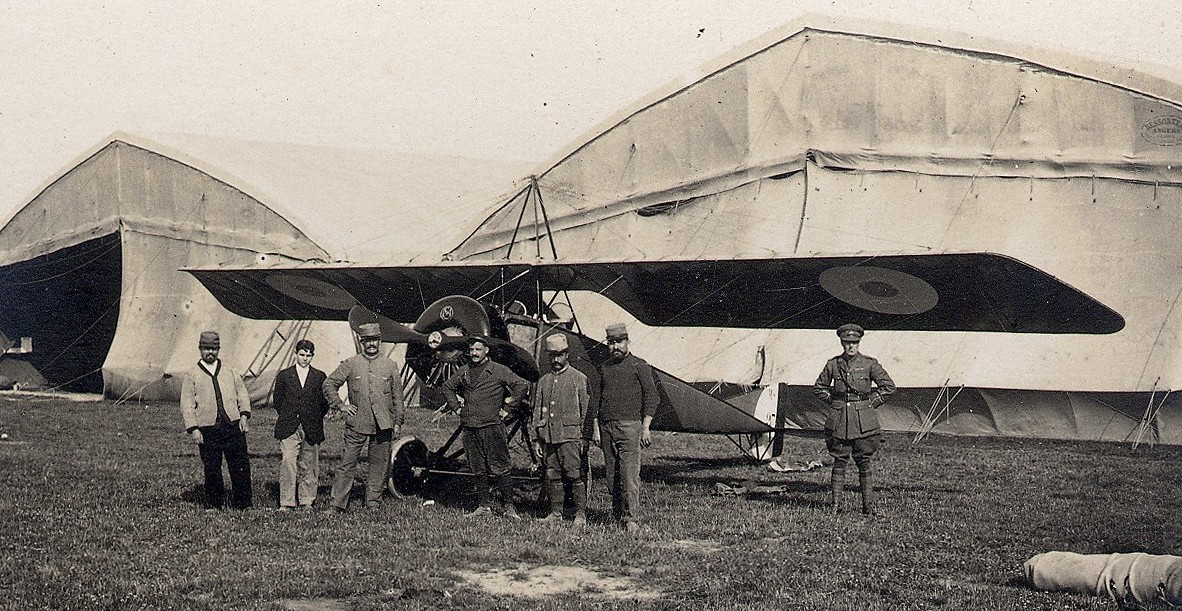
Morane-Saulnier L на французском аэродроме под Амьеном, лето 1915
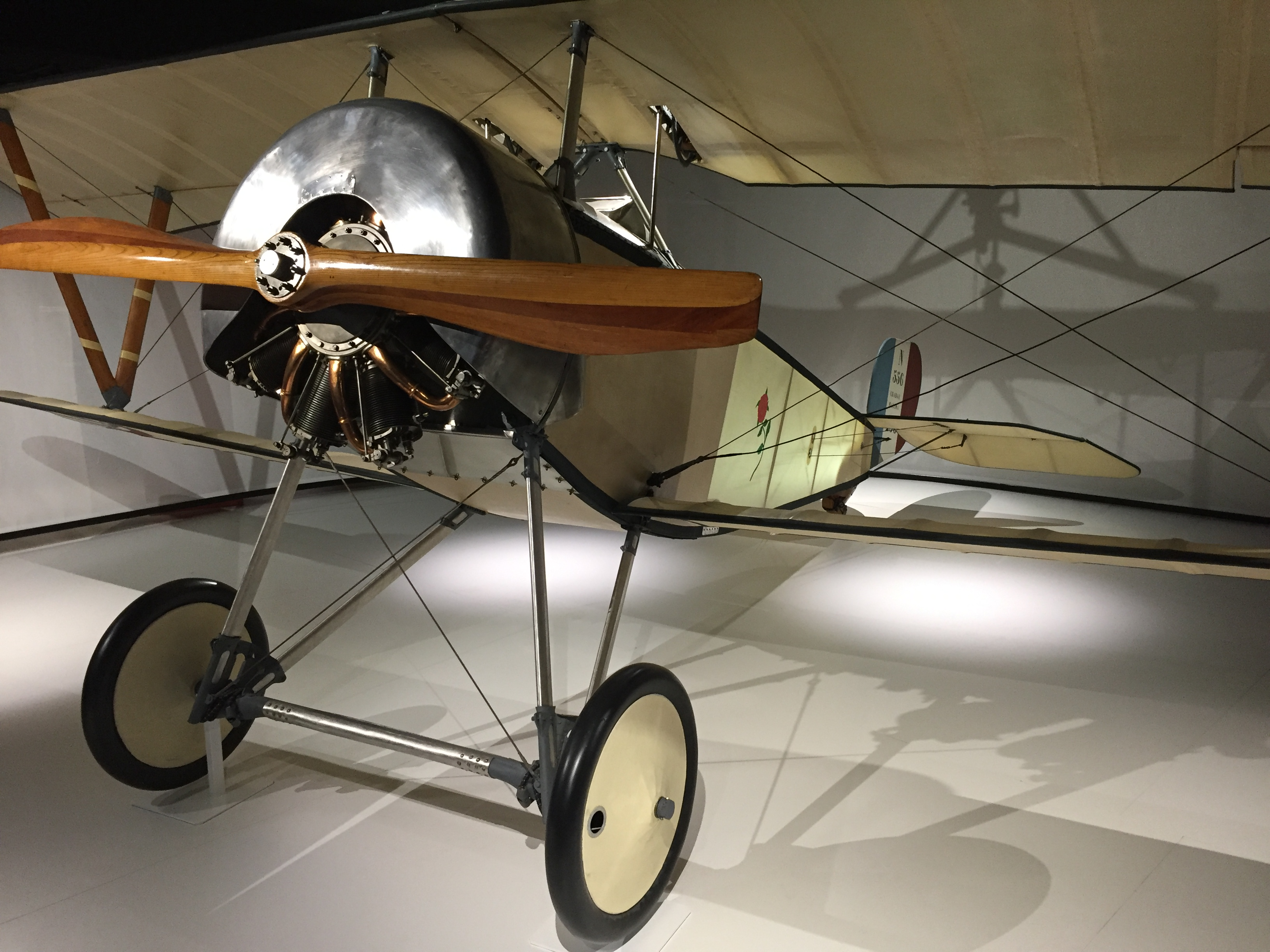
Nieuport 11 со знаками эскадрильи Шарля де Роза, Музей авиации и космонавтики (Париж)